# Trechterspinnen
Trechterspinnen (Agelenidae) zijn een familie van spinnen die wereldwijd wordt vertegenwoordigd door 514 soorten in 42 geslachten. In Nederland en België komen 14 soorten voor.

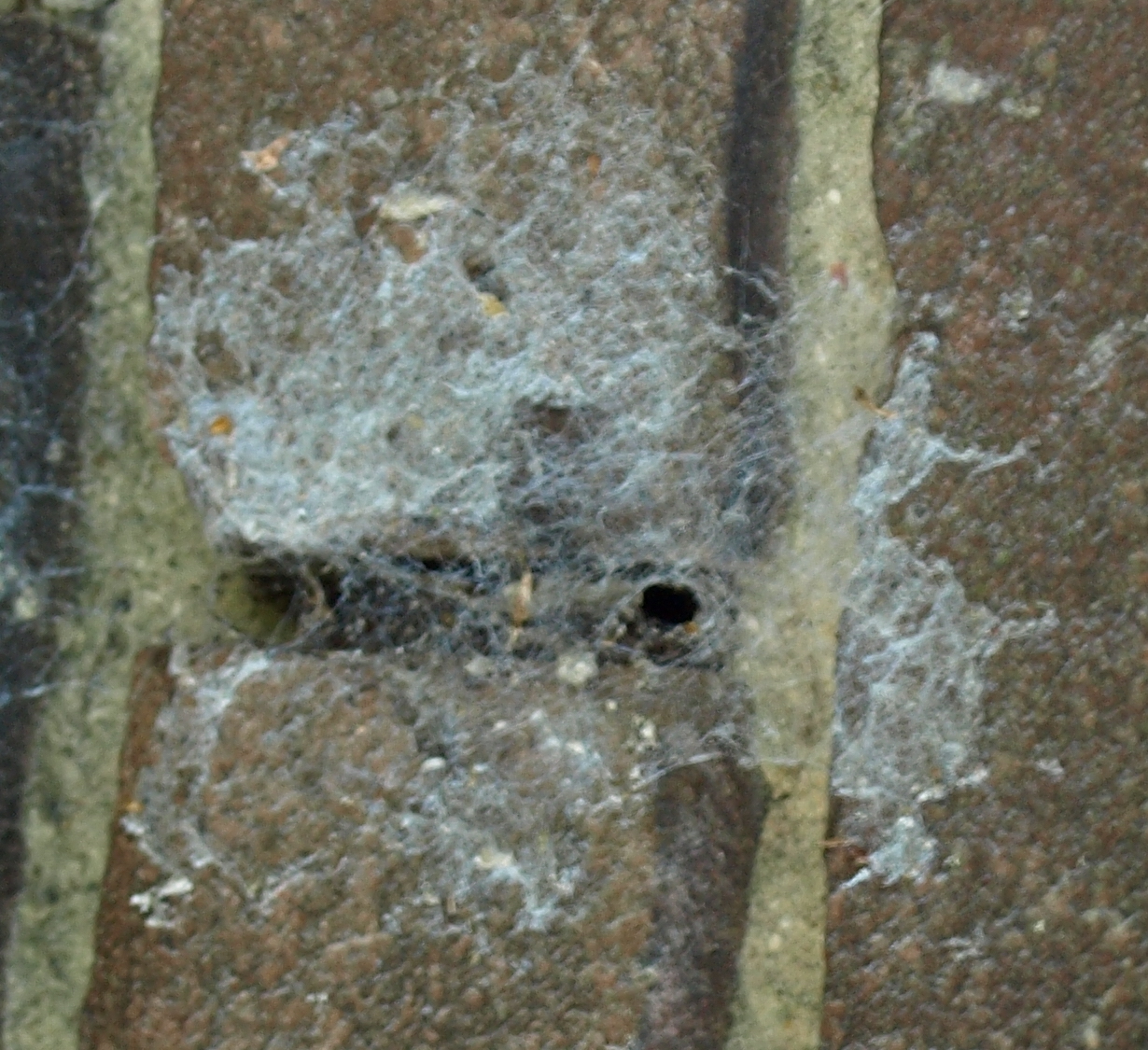
spinsel in een muur

De naam slaat op de vorm van het web, althans van een aantal soorten. In het Duits heten ze 'Trichterspinnen'; in het Engels wordt met 'funnel-web spiders' een geheel andere groep van Mygalomorpha bedoeld en worden de Agelenidae vaak 'cob-web spiders' genoemd of 'Araneomorph funnel-web spider'.
De bekende grote harige gewone huisspin (Tegenaria atrica, vermoedelijk de hier afgebeelde soort) die weleens in de badkuip zit hoort tot deze familie. Zij kruipt overigens niet uit de afvoer, maar valt er in en kan er dan niet meer uitklimmen.

## Soorten
Voor een overzicht van alle trechterspinnen zie de lijst van trechterspinnen.

## Kenmerken
Deze spinnen hebben een slank achterlijf met donkere banden, chevronstrepen en stippen. Ze hebben lange, harige poten en 8 ogen. Het lichaam bevat kleine, geveerde haartjes. De lichaamslengte varieert van 0,6 tot 2 cm.

## Leefwijze
Ze maken een horizontaal, slordig geweven web, dat aan een der zijden een buisvormige vluchtweg bevat. Om hun jongen te voeden, braken de vrouwtjes voedsel op. Bij sommige soorten betekent de dood van de moeder voedsel voor de kleine spinnetjes.

## Verspreiding en leefgebied
Deze familie komt wereldwijd voor in hooilanden, tuinen, struikgewas, huizen, op steenhopen en muren.

## Taxonomie
De familie kent de volgende geslachten:
- Acutipetala Dankittipakul & Zhang, 2008
- Aeolocoelotes Okumura, 2020
- Agelena Walckenaer, 1805
- Agelenella Lehtinen, 1967
- Agelenopsis Giebel, 1869
- Ageleradix Xu & Li, 2007
- Agelescape Levy, 1996
- Ahua Forster & Wilton, 1973
- Allagelena Zhang, Zhu & Song, 2006
- Alloclubionoides Paik, 1992
- Anatextrix Kaya, Zamani, Yağmur & Marusik, 2023
- Asiascape Zamani & Marusik, 2020
- Aterigena Bolzern, Hänggi & Burckhardt, 2010
- Azerithonica Guseinov, Marusik & Koponen, 2005
- Baiyuerius Zhao, Li & Li, 2023
- Bajacalilena Maya-Morales & Jiménez, 2017
- Barronopsis Chamberlin & Ivie, 1941
- Benoitia Lehtinen, 1967
- Bifidocoelotes Wang, 2002
- Cabolena Maya-Morales & Jiménez, 2017
- Calilena Chamberlin & Ivie, 1941
- Callidalena Maya-Morales & Jiménez, 2017
- Coelotes Blackwall, 1841
- Coras Simon, 1898
- Curticoelotes Okumura, 2020
- Dichodactylus Okumura, 2017
- Draconarius Ovtchinnikov, 1999
- Eratigena Bolzern, Burckhardt & Hänggi, 2013
- Femoracoelotes Wang, 2002
- Flexicoelotes Chen, Li & Zhao, 2015
- Gorbiscape Zamani & Marusik, 2020
- Griseidraconarius Okumura, 2020
- Guilotes Zhao & Li, 2018
- Hadites Keyserling, 1862
- Hellamalthonica Bosmans, 2023
- Hengconarius Zhao & Li, 2018
- Himalcoelotes Wang, 2002
- Histopona Thorell, 1870
- Hoffmannilena Maya-Morales & Jiménez, 2016
- Hololena Chamberlin & Gertsch, 1929
- Huangyuania Song & Li, 1990
- Huka Forster & Wilton, 1973
- Hypocoelotes Nishikawa, 2009
- Inermocoelotes Ovtchinnikov, 1999
- Iwogumoa Kishida, 1955
- Jishiyu Lin & Li, 2023
- Kidugua Lehtinen, 1967
- Lagunella Maya-Morales & Jiménez, 2017
- Leptocoelotes Wang, 2002
- Lineacoelotes Xu, Li & Wang, 2008
- Longicoelotes Wang, 2002
- Lycosoides Lucas, 1846
- Mahura Forster & Wilton, 1973
- Maimuna Lehtinen, 1967
- Malthonica Simon, 1898
- Melpomene O. Pickard-Cambridge, 1898
- Mistaria Lehtinen, 1967
- Neorepukia Forster & Wilton, 1973
- Neotegenaria Roth, 1967
- Neowadotes Alayón, 1995
- Nesiocoelotes Okumura & Zhao, 2022
- Notiocoelotes Wang, Xu & Li, 2008
- Novalena Chamberlin & Ivie, 1942
- Nuconarius Zhao & Li, 2018
- Olorunia Lehtinen, 1967
- Oramia Forster, 1964
- Oramiella Forster & Wilton, 1973
- Orumcekia Koçak & Kemal, 2008
- Papiliocoelotes Zhao & Li, 2016
- Paramyro Forster & Wilton, 1973
- Persilena Zamani & Marusik, 2020
- Persiscape Zamani & Marusik, 2020
- Pireneitega Kishida, 1955
- Platocoelotes Wang, 2002
- Porotaka Forster & Wilton, 1973
- Pseudotegenaria Caporiacco, 1934
- Robusticoelotes Wang, 2002
- Rothilena Maya-Morales & Jiménez, 2013
- Rualena Chamberlin & Ivie, 1942
- Sinocoelotes Zhao & Li, 2016
- Sinodraconarius Zhao & Li, 2018
- Spiricoelotes Wang, 2002
- Tamgrinia Lehtinen, 1967
- Tararua Forster & Wilton, 1973
- Tegecoelotes Ovtchinnikov, 1999
- Tegenaria Latreille, 1804
- Textrix Sundevall, 1833
- Tikaderia Lehtinen, 1967
- Tonsilla Wang & Yin, 1992
- Tortolena Chamberlin & Ivie, 1941
- Troglocoelotes Zhao & Li, 2019
- Tuapoka Forster & Wilton, 1973
- Urocoras Ovtchinnikov, 1999
- Vappolotes Zhao & Li, 2019
- Wadotes Chamberlin, 1925
- Yunguirius Li, Zhao & Li, 2023

## Soorten die voorkomen in Nederland
De volgende trechterspinsoorten zijn inheems/exoot in Nederland en België:
- Agelena labyrinthica – Gewone doolhofspin
- Allagelena gracilens – Kleine doolhofspin
- Histopona torpida – Slanke bostrechterspin
- Tegenaria agrestis – Veldtrechterspin
- Tegenaria atrica – Gewone huisspin
- Tegenaria domestica – Grijze huisspin
- Tegenaria ferruginea – Bonte trechterspin
- Tegenaria pagana – Zuidelijke huisspin
- Tegenaria parietina – Grote huisspin
- Tegenaria picta – Spiraaltrechterspin
- Tegenaria saeva – Blackwalls huisspin
- Tegenaria silvestris – Steentrechterspin
- Textrix caudata – Zwarte staartspin (alleen in België)
- Textrix denticulata – Gewone staartspin